# Juliusz Wertheim
Juliusz Wertheim (Varsòvia, 24 de setembre, 1880 - idem. 6 de maig, 1928), fou un compositor, pianista, director d'orquestra, professor i crític musical polonès; amic d'Arthur Rubinstein.

## Biografia
Provenia d'una família jueva rica que va adoptar l'Evangelicalisme d'Augsburg. El seu pare Piotr, un banquer de Varsòvia, era el germà de Karol Tausig, i la seva mare Aleksandra Klementyna era filla de Ferdynand Leo, editor del diari "Gazeta Polska", i una cantant talentosa.
Juliusz va començar a aprendre piano amb Rudolf Strobl, que el va enviar a Berlín per estudiar piano amb Maurycy Moszkowski i Heinrich Barth i composició amb Heinrich Urban. Després de tornar a Varsòvia, va començar estudis regulars al Conservatori: teoria amb Zygmunt Noskowski i piano amb Józef Śliwiński. Es va graduar el 1901.
Juliusz Wertheim es va fer amic d'Artur Rubinstein, Paweł Kochański i Karol Szymanowski. Va animar Rubinstein a interessar-se més en l'obra de Chopin. A les seves memòries, Rubinstein va descriure la seva relació amb la família Wertheim, descrivint-les sota el pseudònim de Harman. El febrer de 1904, Rubinstein va interpretar la part per a piano de "Fantasia" de Wertheim a la Filharmònica de Varsòvia, dirigida pel compositor.
En els anys 1915-1916 esdevingué director assistent de la Filharmònica de Varsòvia. Va ser nomenat professor d'instrumentació al Conservatori de Varsòvia, i després de traslladar-se a Berlín es va dedicar a la composició. El 1924 va publicar quatre simfonies, sonates, variacions per a piano i cançons. Juliusz Wertheim va morir sobtadament als 48 anys d'un atac de cor durant un concert retransmès per la ràdio polonesa mentre dirigia Prelude to Die Meistersinger de Nuremberg de Richard Wagner amb la Filharmònica.
Les obres de Wertheim inclouen, entre d'altres: Concert per a piano en si menor, sonata per a violí, Symfonische Variationen sobre el seu propi tema, Op. 19, publicat a Berlín per l'editorial Simrock, l'òpera inacabada "Fata Morgana".
Les obres de Wertheim es van perdre en gran part durant la Segona Guerra Mundial, moltes obres van ser cremades a Varsòvia i l'editorial Simrock es va retirar i va destruir les còpies que havien publicat.
Les peces conservades es caracteritzen per la serietat, la majoria estan en tonalitats menors. En comparació amb els companys, incloent: Szymanowski o Karłowicz, la música de Wertheim sona tradicional, entrant dins l'estil de Brahms, Liszt o Wagner.
Va ser enterrat al cementiri evangèlic d'Augsburg a Varsòvia (Aleja F, tomba 34).

## Discografia
- 2018 : Piano Works - Acte Préalable AP0428 - Elżbieta Tyszecka, piano[4]
- 2020 : Songs 1 - Acte Préalable AP0461 - Krzysztof Bobrzecki, Anna Mikolon[5]
- 2020 : Songs 2 - Acte Préalable AP0462 - Krzysztof Bobrzecki, Anna Mikolon[6]